# إنتوزاكي شانج
إنتوزاكي شانج (18 أكتوبر 1948 - 27 أكتوبر 2018) كاتبة مسرحية وشاعرة أمريكية. بصفتها ناشطة نسوية سوداء، تناولت القضايا المتعلقة بالعرق والسلطة السوداء في الكثير من أعمالها. اشتهرت بمسرحيتها الحائزة على جائزة أوبي، للفتيات الملونات اللواتي فكرن في الانتحار / عندما يكون قوس قزح إينوف. كما كتبت روايات منها الساسافراس، والسرو، والإنديجو (1982)، وليليان (1994)، وبيتسي براون (1985) حول فتاة أمريكية من أصل أفريقي هربت من المنزل. ومن بين الأوسمة والجوائز التي حصلت عليها شانج زمالات من مؤسسة غوغنهايم، وصندوق ليلى والاس ريدرز دايجست، وجائزة شيلي التذكارية من جمعية الشعر الأمريكية، وجائزة بوشكارت. في أبريل 2016، أعلنت كلية بارنارد أنها استحوذت على أرشيف شانج التي عاشت في بروكلين، نيويورك. لدى شانج ابنة واحدة تدعى سافانا شانج. تزوجت شانج مرتين: من عازف الساكسفون ديفيد موراي والرسام ماك آرثر بينيون، والد سافانا، وانتهى الزواج بالطلاق.

## النشأة
ولدت شانج باسم بوليت ليندا ويليامز في ترينتون، نيو جيرسي، إلى عائلة من الطبقة المتوسطة العليا. كان والدها، بول تي ويليامز جراحًا، والدتها والويس ويليامز، وكانت معلمة وطبيبة نفسية اجتماعية أمريكية. عندما كانت في الثامنة من العمر، انتقلت عائلة شانج إلى مدينة سانت لويس المعزولة عنصريًا. نتيجة لقرار المحكمة في قضية براون ضد مجلس التعليم، نُقلت شانج إلى مدرسة بيضاء حيث تعرضت للعنصرية والازعاجات.
كان لدى عائلة شانج اهتمام قوي بالفنون وشجعت تعليمها الفني. وكان من بين الضيوف في منزلهم ديزي جيلسبي، ومايلز ديفيس، وتشاك بيري، وبول روبسون، ودبليو إي بي دو بوا. منذ سن مبكرة، اهتمت شانج بالشعر. أثناء نشأتها مع عائلتها في ترينتون، حضرت شنج القراءات الشعرية مع شقيقتها الصغرى واندا (المعروفة الآن باسم الكاتبة المسرحية إيفا بايزا. عززت هذه القراءات الشعرية الاهتمام المبكر لشانج في الجنوب على وجه الخصوص، والخسارة التي مثلتها للأطفال السود الصغار الذين هاجروا إلى الشمال مع والديهم. في عام 1956، انتقلت عائلة شانج إلى سانت لويس بولاية ميسوري، حيث أُرسلت شانج إلى مدرسة غير منفصلة تبعد عدة أميال عن المنزل، سمح لها ذلك بتلقي تعليم «جيد». عند التحاقها بمدرسة غير منفصلة، تعرضت شانج للعنصرية والمضايقة. ساهمت هذه التجارب لاحقًا في التأثير على عملها بشكل كبير.
عندما كان عمر شانج 13 عامًا، عادت إلى بلدة لورانس، مقاطعة ميرسر، نيو جيرسي، حيث تخرجت في عام 1966 من مدرسة ترينتون الثانوية المركزية. في عام 1966، التحقت شانج بكلية بارنارد (فصل 1970) في جامعة كولومبيا في مدينة نيويورك. خلال فترة وجودها في بارنارد، التقت شانج بطالبة في بارنارد وهي الشاعرة ثولاني ديفيس. بعد ذلك، استمر الشاعران في التعاون في أعمال مختلفة. تخرجت شانج بامتياز لاتيني في الدراسات الأمريكية، ثم حصلت على درجة الماجستير في نفس المجال من جامعة جنوب كاليفورنيا في لوس أنجلوس. ومع ذلك، لم تكن سنوات دراستها الجامعية ممتعة. تزوجت في عامها الأول في الكلية، لكن الزواج لم يدم طويلًا. ولأنها كانت مكتئبة من انفصالها عانت من شعور قوي بالمرارة والعزلة وحاولت الانتحار. في عام 1971، بعد أن تغلبت على شعورها بالاكتئاب والغربة، غيرت شانج اسمها. يعني اسمها إنتوزاكي في اللغة الزولوية «تلك التي تتغلب على مصاعبها» وشانج تعني «تمشي مثل الأسد».